# 6. armádní sbor (rakousko-uherská armáda)
6. armádní sbor byl na přelomu 19. a 20. století vyšší vojenskou jednotkou rakousko-uherské armády s působností pro větší část Uher (dnes na území Slovenska, Maďarska, Ukrajiny a Rumunska). Sborové velitelství sídlilo v Košicích. Za první světové války byly jednotky 6. sboru nasazeny na východní frontě a později v Itálii.

## Historie

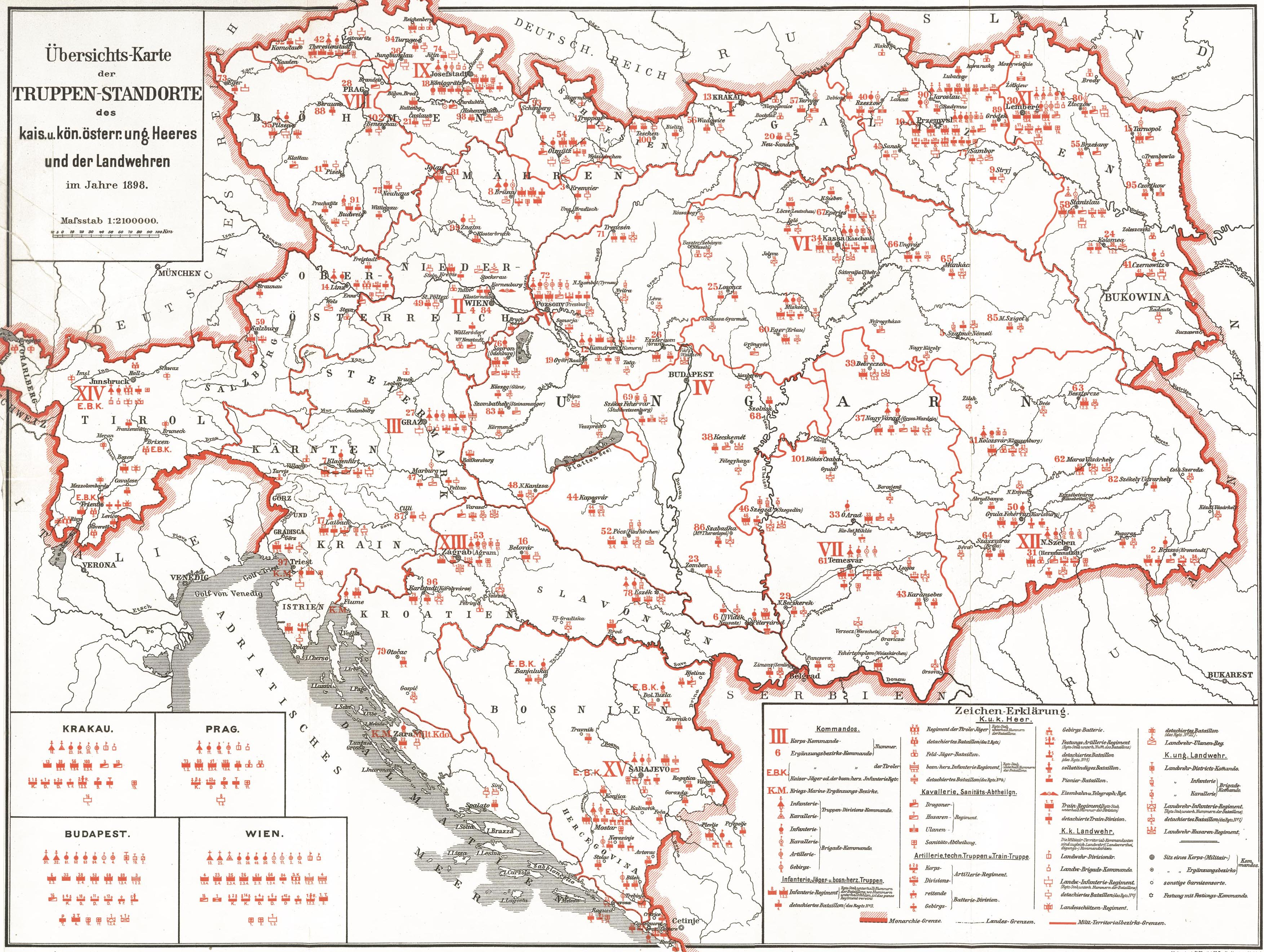
Územní rozdělní působnosti armádních sborů rakousko-uherské armády 1898

6. armádní sbor (6. Korpskommando) vznikl k datu 1. ledna 1883 reorganizaci rakousko-uherské armády rozdělením dosavadních zemských velitelství pro jednotlivé korunní země. Šestý armádní sbor byl umístěn v Košicích, kde již předtím bylo jedno z velitelství pro Uherské království. Pod velení 6. armádního sboru spadala velká část Horních Uher (dnešní Slovensko), Podkarpatská Rus (dnešní Ukrajina) a část Horních Uher zasahující až na území dnešního Rumunska. Sborové velitelství sídlilo původně v tzv. Velitelském domě poblíž kasáren, až v roce 1906 byla postavena honosná budova na tehdejším náměstí Františka Josefa (dnes Námestie Maratónu mieru 1). Autorem projektu byl budapešťský architekt József Kauser. Po roce 1918 převzala budovu československá armáda, dnes zde sídlí Krajský úřad Košického kraje, část prostor využívá Východoslovenské muzeum. 
K 6. armádnímu sboru patřila 15. pěchotní divize v Miskolci a 24. pěchotní divize v Košicích, 6. jezdecká brigáda v Miskolci a 6. dělostřelecká brigáda v Košicích. Doplňovacími okresy byly Košice, Prešov, Lučenec, Mukačevo, Užhorod, Satu Mare a Máramarossziget (dnes Sighetu Marmației). Do kompetencí 6. armádního sboru patřily vojenské věznice v Košicích a Miskolci, dále pak posádkové a útvarové nemocnice v Košicích, Miskolci, Nyíregyházi, Egeru, Prešově, Lučenci, Levoči a Užhorodě.
Za první světové války byl 6. armádní sbor povolán na východní frontu, kde byl začleněn do 1. armády Viktora Dankla. Jednotky sboru bojovaly v bitvě o Halič, později se zúčastnily bojů v Karpatech proti rumunským vojskům. Po početních ztrátách a výměně velení se 6. sbor stal součástí armádní skupiny Kletter pod velením Ernsta Klettera. V závěru války bojoval 6. sbor na italské frontě.

## Velitelé 6. armádního sboru
- 1883–1887 polní zbrojmistr Georg von Kees
- 1887–1891 polní zbrojmistr Theodor Braumüller von Tannbruck
- 1891–1893 polní podmaršál Alexander hrabě von Uexküll-Gyllenband
- 1893–1897 polní zbrojmistr Georg Kovács von Mad
- 1897–1899 polní zbrojmistr Ludwig Fabini
- 1899–1902 generál jezdectva Heřman von Pokorny
- 1902–1905 generál jezdectva Karl baron von Mertens
- 1905–1906 polní zbrojmistr Eduard Pucherna
- 1906–1910 generál pěchoty Johann Mörk von Mörkenstein
- 1910–1912 generál pěchoty Alfred von Ziegler
- 1912–1914 generál pěchoty Svetozar Borojević von Bojna
- 1914–1916 generál pěchoty Arthur Arz von Straußenburg
- 1917 generál pěchoty Frigyes Csanády von Békes
- 1917 generál pěchoty Emmerich Hadfy von Livno
- 1917–1918 polní podmaršál Adalbert Sorsich von Severin
- 1918 generál pěchoty Ernst Kletter von Gromnik
- 1918 generál pěchoty Viktor Weber von Webenau
- 1918 polní podmaršál Adalbert von Felix